# Kanalfalzmaschine

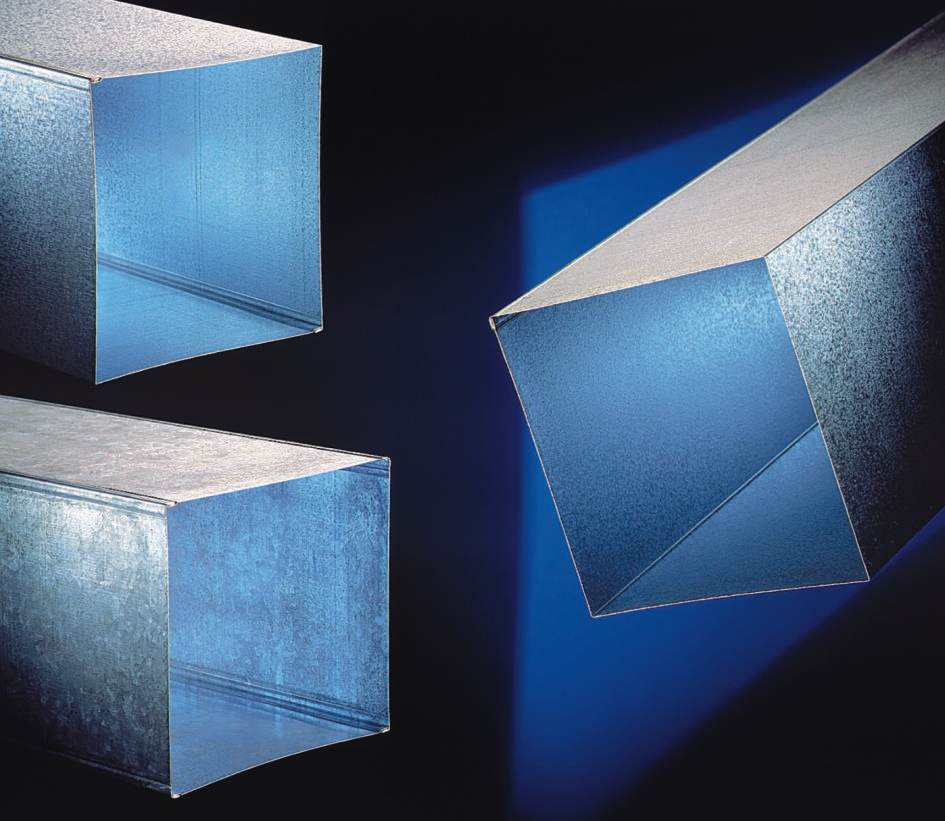
Rechteck-Luftkanäle mit Falzverbindungen

Die Kanalfalzmaschine reduziert bei der Herstellung einer Falzverbindung an einem Lüftungskanal die sonst üblichen drei Arbeitsschritte auf einen einzigen Durchlauf des Blechs durch die Maschine. Während Falzformer zuerst das erste Blech falzen, dann den Falz am zweiten Blech anbringen und schließlich die beiden Falze verbinden und schließen, erledigt die Kanalfalzmaschine alle drei Arbeitsschritte in einem einzigen Durchlauf.
Die Kanalfalzmaschine verwendet auch eine spezielle Falzverbindung: den Kanalfalz. Sie ist dichter als die in der Luftkanalherstellung sehr gebräuchlichen Pittsburghfalz- und Schnappfalz-Verbindungen.